# キングギドラ (ヒップホップグループ)
キングギドラは、日本のヒップホップグループ。
1993年にキングギドラ名義で結成、1995年に発表したデビュー・アルバム『空からの力』は日本のヒップホップ界のみならず、幅広い音楽シーンに影響を与えるも、1996年に活動を停止。
2002年に期間限定で再結成、その後再び活動停止後、2011年に東日本大震災を機に2度目の再結成をし、KGDRに改名。2022年「THE FIRST TAKE」での登場を機に”キングギドラ”名義に戻して本格的な再始動。
略称はKG、ギドラ。日本のヒップホップ・シーンで最も影響力を持つグループの一つ。

## メンバー
- Kダブシャイン（ケーダブシャイン）：MC

旧表記は「K DUB SHINE」。リーダー。
- Zeebra（ジブラ）：MC

旧表記は「ZEEBRA」。
- DJ OASIS（ディージェイ・オアシス）：DJ、MC

## 来歴

### 結成〜『空からの力』
1993年、Kダブシャインがアメリカのオークランドに住んでいた際に、Zeebraに電話で日本語によるラップを聴かせたところ意気投合し、Zeebraの幼馴染であるDJ OASISを加えグループを結成。
1995年12月10日、デビューアルバム『空からの力』をPヴァインより発売。1996年4月25日、リミックス・ミニアルバム『影』をPヴァインより発売すると共に活動を停止を発表。その後各自ソロ活動を開始。

### 6年ぶり再結成
2001年1月31日発売のDJ OASISの1stアルバム『東京砂漠』収録曲「ハルマゲドン」にKダブシャイン、Zeebraが参加。同年9月19日発売のKダブシャインのミニ・アルバム『SAVE THE CHILDREN』収録曲「ザ・シャイニング（KG STILL SHINING REMIX）」にZeebra、DJ OASISが参加、再結成の伏線となる。
2002年 6年ぶりに再結成、 4月5日渋谷HARLEMで「REUNION PARTY」を題した復活ライブを行われ、4月10日には2枚同時シングル「UNSTOPPABLE」、「F.F.B.」をデフスターレコーズから発売し、テレビ朝日系列ミュージックステーションやHEY!HEY!HEY! MUSIC CHAMP等のテレビ番組に出演。楽曲「UNSTOPPABLE」は週間オリコンチャート6位、「F.F.B.」は週間オリコンチャート5位を獲得する。しかし、その後両楽曲内での歌詞の一部内容が不適切であると、市民団体等から指摘があり、両シングルは発売停止になる。4月27日、両シングルから問題となった「ドライブバイ」「F.F.B.」以外の楽曲を1枚に収録したシングル「UNSTOPPABLE」を再発売。
同年9月11日、2枚同時シングル「911 (Remix)」、「ジェネレーションネクスト」、10月17日、アルバム『最終兵器』をそれぞれデフスターレコーズから発売。圧倒的なアルバムのクオリティと完成度が、各方面から高い評価を得る。このアルバム内に収録された楽曲「公開処刑 feat.Boy-Ken」は、日本のヒップホップ史上最高傑作と言われている。特にこの楽曲が、時代を超えてこのグループが「先を見越して」作られた楽曲であるのではないかと危惧される。アルバムは週間オリコンチャート3位を獲得する。
10月19日公開の映画『凶気の桜』の音楽をKダブシャインが担当、キングギドラの楽曲を多数使用。10月24日には群馬県の赤城少年院にてヒップホップのアーティストとしては初となる少年院での慰問ライブを行った。期間限定（1年間）の再結成だったため、2003年以降は再び活動を停止し、各メンバーがソロ活動を再開。

### 2003年〜2010年
2003年10月8日には、2002年発売のアルバム『最終兵器』のリミックスアルバム『最新兵器』、前年に行われたライブ 『LIVE IN TOKYO 〜最終兵器TOUR 2002〜』をリリースした。
2006年12月8にはKダブシャインとDJ OASISによるユニット、Radio Aktive Projectを結成し、活動。
2007年3月31日、日本武道館にて開催されたRHYMESTERのライブイベントKING OF STAGEに出演し、zeebra、Kダブシャイン、DJ OASISが揃って出演、約10年振りにRHYMESTERと共演。

### 9年ぶり2度目の再結成〜KGDR名義へ
2011年、3月11日に発生した東日本大震災を受け、3月18日、リーダーであるKダブシャインがTwitterで、キングギドラ名義で東日本大震災の被災者への義援金チャリティ・コンサートを行う計画を立てていることを明かす。4月30日、大阪城野外音楽堂で開催された東北地方太平洋沖地震チャリティ・ライブ「KEEP YOUR HEADS UP」に出演、約9年ぶり、2度目の再結成。6月8日、表記をKGDRに改名。原発を批判した楽曲「アポカリプス ナウ」をワーナーミュージック・ジャパンより配信。改名については、権利上の問題、歌詞の内容、チャリティに伴う印税の分配、ソニーとの契約上の障害が理由としている。
2011年7月24日、赤坂BLITZにてワンマンライブを震災復興支援イベントとして開催。8月30日、新木場STUDIO COASTで開催された『dwango.jp presents R-Festa 2011』に出演。9月18日、横浜スタジアムで開催された『AIR JAM 2011」』に出演。12月14日発売のZeebraのアルバム『Black World/White Heat』収録曲「Pop」にKダブシャイン、DJ OASISが参加。
2012年2月25日、Zeebraの全国ツアー「Zeebra LIVE TOUR THE LIVE ANIMAL 2012“BLACK WORLD/WHITE HEAT」にKダブシャインとDJ OASISが帯同。8月19日、「B-BOY PARK 2012」に大トリで出演。10月30日、ライブ会場限定でライブDVD『APOCALYPSE NOW』を発売。
2014年12月27日、川崎CLUB CITTA'で開催された妄走族主催のイベント「核MIX」に出演。

### デビュー20周年及び｢空からの力｣発売20周年
2015年5月10日、お台場野外特設会場にて開催されたRHYMESTERが主催する野外フェス「RHYMESTER presents 野外音楽フェスティバル 人間交差点 2015」に出演。日本武道館で行われたKING OF STAGE vol.7以来8年ぶりに「口からでまかせ」をRHYMESTERと共に披露した。
2015年5月23日にLIQUIDROOMにて開催されたPヴァインの設立40周年記念イベント「P-VINE 40th ANNIVERSARY」にヘッドライナーとして出演し、デビューアルバム『空からの力』の発売20周年記念ライブを行う。
2015年6月17日、デビュー・アルバム「空からの力」発売20周年を記念してリマスタリング盤「空からの力:20周年記念デラックス・エディション」リリース。
2015年6月27日、TBSラジオの「ライムスター宇多丸のウィークエンド・シャッフル」内コーナー「ディスコ954」にてスタジオライブ出演。宇多丸と共に「口からでまかせ」を3人で披露。

### 2016年以降
2016年4月27日配信されたKダブシャインのシングル「化学反応 #kgdr」にZeebra、DJ OASISが参加。同年5月21日「why can't we live together～シアターブルック 結成30周年記念イベント SEASON1～」にキングギドラ名義で出演。
2021年12月27日にはZepp Tokyoでヒップホップイベント「DIAMOND FES 2021 HIP HOP ARTIST VOL.2～伝説の一夜 ROOTS～」に3人で出演。
2022年3月23日、SOUL SCREAMの新曲「TOu-KYOu 2021」に客演として、RHYMESTERと共に、Zeebra, K Dub Shine & DJ Oasis名義で参加。

### 「最終兵器」、「最新兵器」のサブスク解禁、*キングギドラ* 名義での本格的な活動再開〜20年ぶりの新曲
2022年10月21日、「最終兵器」「最新兵器」の一部楽曲のサブスクが解禁された。
2022年10月28日、一発撮りの「THE FIRST TAKE」にて”キングギドラ”名義で「UNSTOPPABLE」を披露。
2022年11月9日、「THE FIRST TAKE」にてLUNA SEAのギタリスト、SUGIZOをフィーチャリングした新曲「Raising Hell feat.SUGIZO」を披露。キングギドラ名義で新曲を発表するのは2002年発売のアルバム『最終兵器』以来20年ぶりである。新曲公開から2日後の11月11日、デジタルシングルで「Raising Hell」がリリースされた。
2023年7月28日、一切の予告無く、配信シングル『真実のウイルス』『HipHopia』を2作同時配信リリース。

## グループ名
東宝の特撮映画に登場する三つ首の怪獣「キングギドラ」に由来し、東宝から許可を得て名称を使用している。ただし、ソニーの権利管理が条件としてあった。2011年の再結成はワーナーだったため、KGDRの名称を使用することになった。2022年に再びソニーに復帰したためキングギドラの名称も復活することとなった。
グループ名を考えている時に、海外での活動も視野に入れ「日本を代表し海外でも知られている物」としてゴジラが候補に挙がるが、「金色でダークなイメージということからキングギドラのほうがヒップホップっぽい」ことや、「キングギドラは3本の首で自分達も3人組だから」という理由でキングギドラに決定したという。

## ディスコグラフィ

### 12inchシングルレコード
- 『空からの力 c/w 地獄絵図（AOZの視点）』　（1996年）
- 『行方不明 c/w 真実の弾丸』　（1996年）
- 『見まわそう c/w 大掃除』　（1996年）

### LPレコード
- 『空からの力』　（1996年）
- 『空からの力 inst.バージョン』　（1996年）

### CDシングル
- 『UNSTOPPABLE』　（2002年4月11日）
- 『F.F.B.』　（2002年4月11日）
- 『UNSTOPPABLE（再発版） 』　（2002年4月27日）
- 『911 (Remix)』　（2002年9月11日）
- 『ジェネレーションネクスト』　（2002年9月11日）

### CDミニ・アルバム
- 『影』　（1996年4月25日）　リミックス・アルバム

### CDアルバム
- 『空からの力』（1995年12月10日）
- 『最終兵器』（2002年10月17日）
- 『最新兵器』（2003年10月8日）リミックスアルバム
- 『空からの力:20周年記念デラックス・エディション』（2015年6月17日）

### 配信
- 『アポカリプス ナウ』（2011年6月8日）　「KGDR」名義　東北地方太平洋沖地震チャリーティーソング
- 『Raising Hell』（2022年11月11日）
- 『真実のウイルス』（2023年7月28日）
- 『HipHopia』（2023年7月28日）

### 映像作品
- 『影 The Video』　（1998年5月10日）
- 『最終兵器』　（2002年10月17日）
- 『LIVE IN TOKYO 〜最終兵器TOUR 2002〜』　（2003年10月8日）
- 『APOCALYPSE NOW』　（2012年10月30日）　ライブ会場限定発売

### 楽曲提供
- Buster Bros!!!「Three Kings」（2025年1月31日、配信シングル）

### オムニバス参加作品
- 『Egotopia』　/　RHYMESTER　(1995年6月25日)
5.口からでまかせ (feat. キングギドラ & SOUL SCREAM)
- 『BEST OF JAPANESE HIP HOP VOL.2』　（1995年7月21日）
「SAGA OF K.G.」名義で『未確認飛行物体接近中』を収録。
- 『WHAT A HELL'S GOING ON?』　/　SUPER STUPID　（1996年10月21日）
12.BULLETS OF TRUTH with キングギドラ（真実の弾丸のバンドバージョン）
- 『チーム友達 The Remixes』　/　千葉雄喜　(2024年5月2日)[34]
3.チーム友達 (キングギドラ Remix)